# Бракко, Лоррейн
Лоррейн Бракко (англ. Lorraine Bracco; род. 2 октября 1954, Нью-Йорк, США) — американская актриса и модель, номинант на премии «Оскар» (1991), «Золотой глобус» (1991, 2000, 2001, 2002) и «Эмми» (1999, 2000, 2001, 2007).

## Ранняя жизнь
Лоррейн Бракко родилась в Бруклине (Нью-Йорк). В 1972 году она окончила среднюю школу и два года спустя переехала во Францию, где работала моделью у Жан-Поля Готье. Вскоре она появилась в нескольких французских фильмах, а в начале восьмидесятых вернулась в США. У Лоррейн есть младшая сестра — актриса Элизабет Бракко (род.1957).

## Карьера

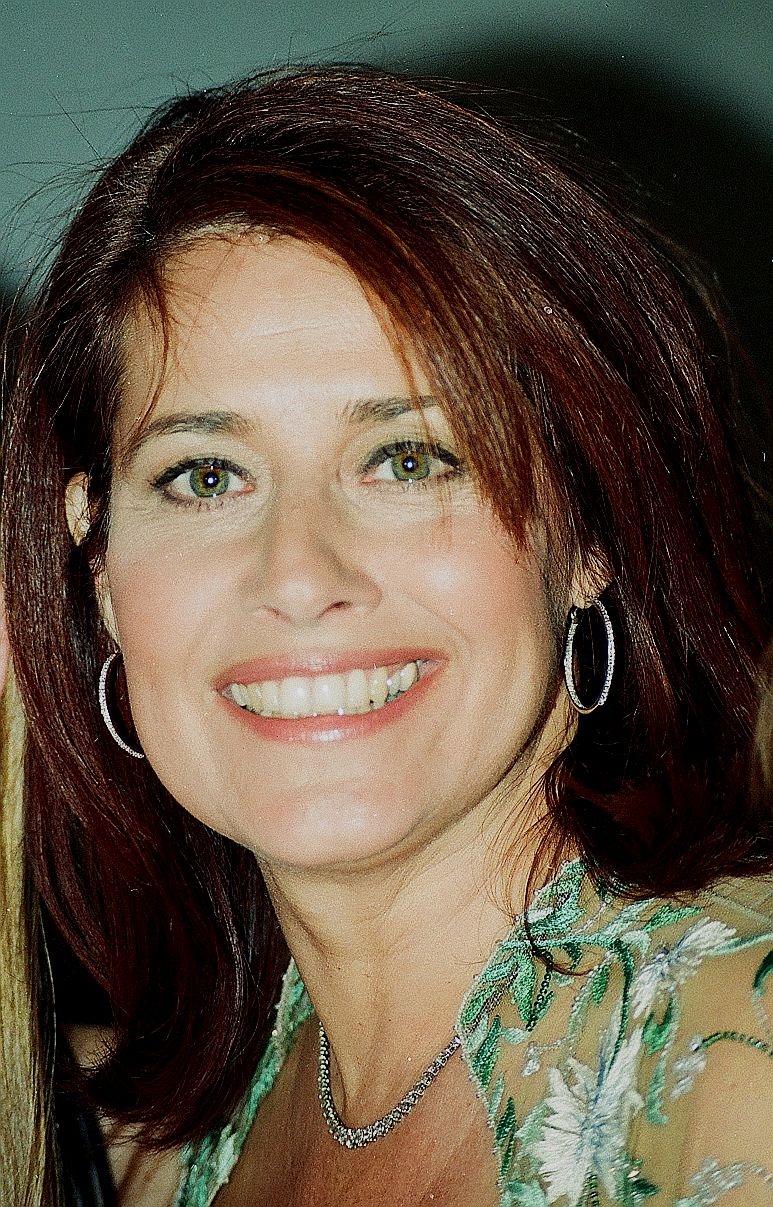
1997 год

В начале карьеры Бракко появилась в фильмах «Тот, кто меня бережёт» и «Специалист по съёму». Её прорывом стала роль в фильме Мартина Скорсезе «Славные парни» в 1990 году. Она выиграла несколько наград различных критиков и получила номинации на премии «Оскар» и «Золотой глобус» в номинации «Лучшая актриса второго плана». Тем не менее в последующие годы карьера актрисы в кино складывалась не столь успешно, и она появлялась в фильмах, которые получили негативные отзывы от критиков, таких как «Игрок от Бога», «Знахарь», «Стремящийся ввысь», «Даже девушки-ковбои иногда грустят», «Хакеры» и «Дневники баскетболиста».
В 1999 году Лоррейн Бракко получила роль Дженнифер Мелфи, которая стала её наибольшим успехом в карьере, в телесериале «Клан Сопрано». Она получила четыре номинации на премию «Эмми» и три на «Золотой глобус» за свою работу в шоу. В 1999 и 2001 годах она проиграла «Эмми» в категории «За лучшую женскую роль в драматическом телесериале» своей коллеге по сериалу Эди Фалько. В 2007 году она выдвигалась на «Эмми» «За лучшую женскую роль второго плана в драматическом телесериале», однако вновь проиграла, на этот раз Кэтрин Хайгл.
Начиная с 2010 по 2016 годы Лоррейн Бракко играла роль матери главной героини в сериале «Риццоли и Айлс».

## Личная жизнь
Бракко была замужем два раза. Её первым мужем был Даниэль Герар, после развода с которым она двенадцать лет состояла в отношениях с Харви Кейтелем. После разрыва с ним в 1994 году она вышла замуж за Эдварда Джеймса Олмоса, с которым познакомилась на съёмках фильма «Игрок от Бога». Их брак распался в 2002 году. У Бракко двое детей: дочери Стелла от Кейтеля и Марго от Герара.

## Фильмография
| Год       |     | Русское название                                                | Оригинальное название                                                                                  | Роль                    |
| --------- | --- | --------------------------------------------------------------- | --- | ----------------------- |
| 1979      | ф   | Две пары на одном диване                                        | Duos sur canapé                                                                                        | Баббл                   |
| 1980      | ф   | Что ж я такого сделал, что моя жена всё время пьёт с мужчинами? | Mais qu’est-ce que j’ai fait au Bon Dieu pour avoir une femme qui boit dans les cafés avec les hommes? | Барбара                 |
| 1980      | с   | Комиссар Мулен                                                  | Commissaire Moulin                                                                                     | Дженни                  |
| 1981      | ф   | Ошибка за ошибкой                                               | Fais gaffe à la gaffe!                                                                                 | Марго                   |
| 1985      | ф   | Сложная интрига с женщинами, переулками и преступлениями        | Un complicato intrigo di donne, vicoli e delitti                                                       | н/д                     |
| 1986      | с   | Криминальные истории                                            | Crime Story                                                                                            | заложница               |
| 1987      | ф   | Специалист по съёму                                             | The Pick-Up Artist                                                                                     | Карла                   |
| 1987      | ф   | Тот, кто меня бережёт                                           | Someone To Watch Over Me                                                                               | Элли Киган              |
| 1989      | ф   | Пение                                                           | Sing                                                                                                   | мисс Ломбардо           |
| 1989      | ф   | Команда мечты                                                   | The Dream Team                                                                                         | Райли                   |
| 1989      | ф   | В лунную ночь                                                   | In una notte di chiaro di luna                                                                         | Шейла                   |
| 1989      | ф   | Море любви                                                      | Sea Of Love                                                                                            | Денис Грубер            |
| 1990      | ф   | Славные парни                                                   | Goodfellas                                                                                             | Карен Хилл              |
| 1990      | ф   | —                                                               | Stranger in the House                                                                                  | н/д                     |
| 1991      | ф   | Игрок от Бога                                                   | Talent for the Game                                                                                    | Бобби                   |
| 1991      | ф   | Подмена                                                         | Switch                                                                                                 | Шейла Факстон           |
| 1992      | ф   | Знахарь                                                         | Medicine Man                                                                                           | доктор Рей Крейн        |
| 1992      | ф   | Стремящийся ввысь                                               | Radio Flyer                                                                                            | Мэри                    |
| 1992      | ф   | Кровавый след                                                   | Traces Of Red                                                                                          | Эллен Шофилд            |
| 1993      | тф  | Мошенничество                                                   | Scam                                                                                                   | Мэгги Рорер             |
| 1993      | ф   | Даже девушки-ковбои иногда грустят                              | Even Cowgirls Get the Blues                                                                            | Долорес дель Руби       |
| 1994      | ф   | Быть человеком                                                  | Being Human                                                                                            | Анна                    |
| 1994      | тф  | Поймать Готти                                                   | Getting Gotti                                                                                          | Дайан Джакалоне         |
| 1995      | ф   | Дневники баскетболиста                                          | The Basketball Diaries                                                                                 | мать Джима              |
| 1995      | ф   | Хакеры                                                          | Hackers                                                                                                | Марго                   |
| 1996      | ф   | Лжецы                                                           | Les menteurs                                                                                           | Хелен Миллер            |
| 1996      | тф  | Линия жизни                                                     | Lifeline                                                                                               | Китс Мейтланд           |
| 1997      | ф   | —                                                               | Silent Cradle                                                                                          | Хелен Грег              |
| 1998      | тф  | Опасные пассажиры поезда 123                                    | The Taking of Pelham One Two Three                                                                     | детектив Рэй            |
| 1999      | ф   | Дамская комната                                                 | Ladies Room                                                                                            | Джемма                  |
| 1997—2007 | с   | Клан Сопрано                                                    | The Sopranos                                                                                           | доктор Дженнифер Мелфи  |
| 2000      | тф  | Хранение сердца                                                 | Custody of the Heart                                                                                   | Клэр Рафаэль            |
| 2001      | ф   | Сильная женщина                                                 | Riding in Cars with Boys                                                                               | Тереза Д’Онофрио        |
| 2001      | ф   | Третий лишний                                                   | Tangled                                                                                                | детектив Энн Андерсл    |
| 2003      | ф   | Смерть династии                                                 | Death of a Dynasty                                                                                     | R&B певица #2           |
| 2005      | с   | Закон и порядок: Суд присяжных                                  | Law & Order: Trial by Jury                                                                             | Карла Гризано           |
| 2005      | ф   | Спасите Грейс                                                   | My Suicidal Sweetheart                                                                                 | Шейла                   |
| 2007      | тф  | Снежный шар                                                     | Snowglobe                                                                                              | Роуз Морено             |
| 2007      | с   | Помадные джунгли                                                | Lipstick Jungle                                                                                        | Дженис Лэшер            |
| 2008      | тф  | Конфиденциальность Лонг-Айленда                                 | Long Island Confidential                                                                               | Нора Ларкин             |
| 2010      | с   | Закон и порядок: Преступное намерение                           | Law & Order: Criminal Intent                                                                           | руководительница приюта |
| 2010      | тф  | —                                                               | Women Without Men                                                                                      | Элейн                   |
| 2010—2016 | с   | Риццоли и Айлс                                                  | Rizzoli & Isles                                                                                        | Анджела Риццолли        |
| 2011      | ф   | Сын утра                                                        | Son of Mourning                                                                                        | Леда Кац                |
| 2011      | с   | Мой муж — гангстер                                              | I Married a Mobster                                                                                    | рассказчица             |
| 2012      | кор | —                                                               | The Bensonhurst Spelling Bee                                                                           | судья конкурса          |
| 2014      | с   | Малейни                                                         | Mulaney                                                                                                | Вон                     |
| 2014      | кор | —                                                               | Dissonance                                                                                             | Элиз                    |
| 2016      | с   | Отвязный Дайс                                                   | Dice                                                                                                   | Тони                    |
| 2016      | мс  | Конь БоДжек                                                     | BoJack Horseman                                                                                        | доктор Дженет           |
| 2016      | ф   | —                                                               | Monday Nights at Seven                                                                                 | Дэмиан Робертсон        |
| 2017—2018 | с   | Голубая кровь                                                   | Blue Bloods                                                                                            | мэр Маргарет Даттон     |
| 2018      | мс  | Остров летнего лагеря                                           | Summer Camp Island                                                                                     | королева оборотней      |
| 2019—2023 | с   | Придурок                                                        | Jerk                                                                                                   | мама Тима               |
| 2019      | кор | Мастер Мэгги                                                    | Master Maggie                                                                                          | мастер Мэгги            |
| 2020      | с   | ЭйДжей и королева                                               | AJ and the Queen                                                                                       | камео                   |
| 2020      | тф  | Кольцо на Рождество                                             | A Ring for Christmas                                                                                   | Маргарет Мур            |
| 2022      | ф   | Пиноккио                                                        | Pinocchio                                                                                              | София                   |
| 2022      | ф   | Джасир                                                          | Jacir                                                                                                  | Мерил                   |
| 2024      | ф   | Крушение мира                                                   | Rich Flu                                                                                               | Марта                   |
| 2024      | ф   | Союз                                                            | The Union                                                                                              | Лоррейн МакКена         |
| 2024      | ф   | Кошмарные каникулы                                              | Monster Summer                                                                                         | мисс Халверсон          |
| 2025      | ф   | Бабули                                                          | Nonnas                                                                                                 | Роберта                 |

## Награды и номинации

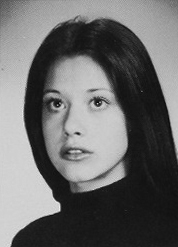
Бракко в 1972 году

К настоящему времени имеет 4 награды и ещё 23 номинации, оставшиеся без победы, в области кино.
Ниже перечислены основные награды и номинации.

### Награды
- Премия Гильдии актёров
  - 2000 — Лучший актёрский состав драматического сериала за «Клан Сопрано»
  - 2008 — Лучший актёрский состав драматического сериала за «Клан Сопрано»

### Номинации
- Премия «Оскар»
  - 1991 — Лучшая женская роль второго плана за фильм «Славные парни»
- Премия «Золотой глобус»
  - 1991 — Лучшая женская роль второго плана за фильм «Славные парни»
  - 2000 — Лучшая женская роль на ТВ (драма) за сериал «Клан Сопрано»
  - 2001 — Лучшая женская роль на ТВ (драма) за сериал «Клан Сопрано»
  - 2002 — Лучшая женская роль на ТВ (драма) за сериал «Клан Сопрано»
- Премия «Золотая малина»
  - 1993 — Худшая женская роль за фильм «Знахарь»
  - 2022 — Худшая женская роль второго плана за фильм «Пиноккио»
- Премия «Эмми»
  - 1999 — Лучшая женская роль в драматическом сериале «Клан Сопрано»
  - 2000 — Лучшая женская роль в драматическом сериале «Клан Сопрано»
  - 2001 — Лучшая женская роль в драматическом сериале «Клан Сопрано»
  - 2007 — Лучшая женская роль второго плана в драматическом сериале «Клан Сопрано»
- Премия Гильдии актёров
  - 2000 — Лучшая актриса драматического сериала за «Клан Сопрано»
  - 2001 — Лучший актёрский состав драматического сериала за «Клан Сопрано»
  - 2002 — Лучший актёрский состав драматического сериала за «Клан Сопрано»
  - 2002 — Лучшая актриса драматического сериала за «Клан Сопрано»
  - 2003 — Лучший актёрский состав драматического сериала за «Клан Сопрано»
  - 2003 — Лучшая актриса драматического сериала за «Клан Сопрано»
  - 2005 — Лучший актёрский состав драматического сериала за «Клан Сопрано»
  - 2007 — Лучший актёрский состав драматического сериала за «Клан Сопрано»